# Семёнов, Николай Никонович
Николай Никонович Семёнов (9 декабря 1896, д. Жупалово,  Санкт-Петербургская губерния, Российская империя —  10 октября 1988,  Москва, СССР) — советский военачальник, генерал-лейтенант артиллерии (24.12.1943).

## Биография
Родился 9 декабря 1896 года в деревне  Жупалово, ныне несуществующая деревня находившаяся на территории современного  городского поселения Струги Красные, в Струго-Красненском районе Псковской области. Русский.

### Военная служба

#### Первая мировая война и революция
В Русской Армии с июля 1915 года.  В 1917 году - командир взвода 109-й артиллерийской бригады  109-й пехотной дивизии, 43-го армейского корпуса 12-й армии Северного фронта. Участник боевых действий.  В декабре 1917 года вступил в Красную гвардию где служил на должности командира батареи Новгородского ревкома.

#### Гражданская война
С сентября 1918 года на службе в РККА в 1-м отдельном Ленинградском артиллерийском дивизионе: командир взвода, с ноября 1918 года помощник командира батареи, с апреля 1919 года командир батареи. В июле 1920 года назначен командиром батареи 3-й отдельной Кубанской кавалерийской бригады, с сентября 1920 года командир батареи 5-го конно-артиллерийского дивизиона 5-й Кубанской кавалерийской дивизии. Вместе со своей батареей принимал участие в боях на Каховском плацдарме.   В январе 1921 года назначен командиром батареи 7-го конно-артиллерийского дивизиона 7-й Самарской кавалерийской дивизии.

#### Межвоенные годы
После  войны служит в прежней должности. С сентября 1924 года после окончания Высшей артиллерийской школы,  временно исполняющий должность командира 7-го конно-артиллерийского дивизиона 7-й кавалерийской дивизии. В октябре 1925 года назначен командиром отдельной гаубичной батареи 3-го кавалерийского корпуса, а в октябре 1926 года командиром конно-гаубичного дивизиона этого же корпуса. С октября 1927 года помощник по строевой части командира 4-го корпусного артиллерийского полка. Член ВКП(б) с 1930 года. В феврале 1931 года, после окончания Артиллерийских курсов усовершенствования комсостава, назначен помощником инспектора артиллерии инспекции артиллерии Красной Армии, с марта 1932 года - помощник начальника сектора по категории КАД той же инспекции, с января 1935 года - командир 27-го артиллерийского полка 27-й артиллерийской дивизии. В апреле 1939 года назначен помощником инспектора кавалерии по артиллерии Белорусского особого военного округа, в этой должности  был командирован и принял участие в Советско-финской войне, за  боевые отличия в которой был награждён орденом Красной Звезды. С июля 1940 года - начальник артиллерии 10-го стрелкового корпуса. С ноября 1940 года полковник Семёнов назначен инспектором артиллерии Киевского особого военного округа. С марта 1941 года - начальник артиллерии 26-й армии.

#### Великая Отечественная война
В начале войны в той же должности. В составе Юго-Западного фронта в июле — августе 1941 года 26-я армия отступала, сдерживая наступление немецких войск и их союзников. В августе — сентябре 1941 года артиллеристы армии участвовали битве под Уманью и  Киевской оборонительной операции. За эти бои Семёнов был награждён орденом Красного Знамени.
С октября 1941 года - начальник артиллерии 37-й армии. В ноябре того же года в составе Южного фронта участвовал в Ростовской наступательной операции и освобождении Ростова-на-Дону. К концу операции соединения армии вышли к реке Миус на участке Куйбышево — Берестов. В январе 1942 года армия участвовала в Барвенково-Лозовской наступательной операции, в феврале — начале марта вела наступательные бои на краматорском направлении.
С апреля 1942 года генерал-майор Семёнов назначен начальником артиллерии 5-й армии, которая вела тяжелые бои на центральном стратегическом направлении (Первая и  Вторая Ржевско-Сычёвские операции). С  мая 1943 года - командующий артиллерией только что созданной 63-й армии 2-го формирования Брянского фронта 3-го формирования. Армия обороняла рубеж по рекам Зуша — Неручь и вела оборонительные бои юго-восточнее Мценска. В июле — августе 1943 года участвовала в Орловской стратегической операции. Во взаимодействии с 3-й армией освободила Орёл и, пройдя с боями около 150 км, к исходу 18 августа вышла к реке Оптуха, где перешла к обороне. В ходе Брянской операции  войска армии форсировали Десну и освободили города Трубчевск, Стародуб и  Новозыбков. В начале октября они вышли к реке Сож и вступили в бои на территорию Белоруссии. 8 октября 1943 года армия была передана в состав Центрального фронта (с 20 октября — Белорусского фронта 2-го формирования). В Гомельско-Речицкой операции армия наступала в направлении севернее Гомеля, Жлобина, освободила часть восточных районов Белоруссии. За эти бои Семёнов был награждён орденами Красного Знамени и Суворова II степени.
В феврале 1944 года генерал-лейтенант Семёнов назначен  командующим артиллерией 3-й армии 1-го Белорусского фронта принимавшей участие Рогачёвско-Жлобинской операции. В июне 1944 года  успешно командовал артиллерией армии в Бобруйской операции. Началу операции предшествовала более чем двухмесячная оперативная пауза, которая в полной мере была использована войсками, в том числе и артиллерией, для тщательной подготовки к летнему наступлению. В период подготовки к наступлению ему приходилось решать много самых разнообразных задач, требующих не только затраты сил и времени, но и незаурядных организаторских способностей. В ходе этой операции, а также  Минской и Белостокской наступательных операциях артиллерия  армии под руководством  Семенова нанесла ощутимый ущерб противнику. За эти бои Семёнов был  представлен к ордену Ленина, но  награждён вторым  орденом Суворова II степени.

«Артиллеристы во главе с генералом Н.Н. Семеновым, прекрасным знатоком своего дела, тщательно изучали огневые точки противника, анализировали данные, отсеивали ложные. Пристрелка по различным целям была произведено заблаговременно. Артиллерия, обеспечивающая первые три корпуса, имела до двухсот стволов на один километр фронта».
— Горбатов А. В..  Годы и войны. — М.: Воениздат, 1965. — Стр.68
В сентябре 1944 года Семёнов был назначен заместителем командующего артиллерией 1-го Украинского фронта.  С 12 января по 3 февраля 1945 года  фронт проводил Сандомирско-Силезскую наступательную операцию, как часть стратегической Висло-Одерской операции. Обязанности командующего артиллерией 1-го Украинского фронта исполнял Семёнов (командующий артиллерией фронта С. С. Варенцов находился на излечении в госпитале).  Фронт был усилен 10-м артиллерийским корпусом прорыва и пятью бригадами и дивизионами. Важной особенностью  операции являлось проведение в период её подготовки крупной по масштабам перегруппировки основной массы артиллерии прибывавшей в состав фронта из резерва Ставки ВГК, которая производилась на расстояние от 500 до 2000 км. В результате перегруппировки  Семенову удалось создать на участках прорыва армий высокие оперативные плотности артиллерии, что способствовало успешному проведению операции. Интересным и поучительным является опыт 1-го Украинского фронта, где по инициативе и. о. командующего артиллерией фронта  Семенова для дополнительного усиления 5-й гвардейской армии было сформировано на время тактического прорыва артиллерийское соединение под условным названием «Батарея Раевского». В составе его имелось 88 орудий и миномётов (76-мм пушек - 6, 122-мм гаубиц - 12, 152-мм гаубиц - 24, 120-мм миномётов - 16), взятых из артиллерийских складов. Соединение было сформировано на базе запасного артиллерийского полка, транспортом фронта переброшено в полосу 3-й гвардейской армии, где участвовало в огневом обеспечении прорыва. Военными специалистами было отмечено, что в целом система артиллерийских групп, созданная Семеновым на 1-м Украинском фронте, «выглядела более стройной, простой и более удобной для управления, нежели  чем на 1-м Белорусском фронте». Кроме того, такая система управления артиллерией обеспечивала тесное взаимодействие артиллерии фронта с пехотой и танками на всех уровнях управления, несмотря на сложные физико-географические условия.
В феврале 1945 года принимал участие  Нижнесилезской операции, в марте Верхнесилезской операции, в апреле-мае Берлинской операции и закончил войну участием в Пражской операции. За успешное планирование и проведение крупных фронтовых операций на заключительном этапе войны был награждён орденом Кутузова I степени.

 
В своих воспоминаниях маршал И.С. Конев написал: «Как командующий фронтом я считаю своим долгом отметить... большую работу и заслуги начальника штаба фронта генерала армии В. Д. Соколовского, заместителя командующего по тылу генерал-лейтенанта Н. П. Анисимова, командующего артиллерией фронта С. С. Варенцова и его заместителя генерала Н. Н. Семёнова.
— Конев И. С..  Записки командующего фронтом. — М.: Военное издательство, 1991.
За время войны генерал Семёнов был 12 раз персонально упомянут в благодарственных в приказах Верховного Главнокомандующего

#### Послевоенное время
С 20 мая 1945 года - командующий артиллерией 1-го Украинского фронта. С сентября 1945 года - командующий артиллерией Прикарпатского военного округа. С января 1947 года в распоряжении командующего артиллерией Вооруженных Сил. С февраля 1947 года - командующий артиллерией Северо-Кавказского военного округа. С августа 1951 года первый заместитель начальника Главного артиллерийского управления. 26 июля 1958 года уволен в отставку по болезни.
Умер 10 октября 1988 года в Москве, похоронен там же, на Востряковском кладбище.

## Награды
СССР
- орден Ленина (21.02.1945)[7][8]
- четыре ордена Красного Знамени (06.11.1941[9], 09.02.1944[10], 03.11.1944[8][11], 20.06.1949[8][12])
- орден Кутузова I степени (06.04.1945)[13]
- два ордена Суворова II степени (27.08.1943[14], 23.07.1944[15])
- орден Отечественной войны I степени  (06.04.1985)[16][17]
- два ордена Красной Звезды (20.05.1940[18], 28.10.1967[19]) 
  - медали в том числе:
  - «XX лет Рабоче-Крестьянской Красной Армии» (1938)[14]
  - «За оборону Киева» (1962)
  - «За победу над Германией в Великой Отечественной войне 1941—1945 гг.» (1945)[18]
  - «За взятие Берлина» (1945)[18]
  - «За освобождение Праги» (1945)[18]
  - «Ветеран Вооружённых Сил СССР» (1976)
- знак «50 лет пребывания в КПСС» (1982)

1. За форсирование реки Днепр, прорыв сильной обороны немцев и овладение штурмом городом и крупной железнодорожной станцией Рогачёв — важным опорным пунктом обороны немцев на бобруйском направлении. 24 февраля 1944 года № 78.
2. За форсирование реки Друть севернее города Рогачев, прорыв сильной, глубоко эшелонированную обороны противника на фронте протяжением 30 километров и захват более 100 населенных пунктов, среди которых Ректа, Озеране, Веричев, Заполье, Заболотье, Кнышевичи, Моисеевка, Мушичи, а также блокирование железной дороги Бобруйск — Лунинец в районе ст. Мошна, Черные Броды. 25 июня 1944 года. № 118.
3. За овладение городом и крупным железнодорожным узлом Волковыск — важным опорным пунктом обороны немцев, прикрывающим пути на Белосток. 14 июля 1944 года № 138.
4. За овладение штурмом городом и крупным промышленным центром Белосток — важным железнодорожным узлом и мощным укрепленным районом обороны немцев, прикрывающим пути к Варшаве. 27 июля 1944 года № 151.
5. За овладение штурмом городом и крепостью Остроленка — важным опорным пунктом обороны немцев на реке Нарев. 6 сентября 1944 года № 184.
6. За овладение штурмом сильными опорными пунктами обороны противника Шидлув, Стопница, Хмельник, Буско-Здруй (Буек), Висьлица и захват более 350 других населенных пунктов. 13 января 1945 года. № 219.
7. За овладение крупным административно-хозяйственным центром Польши городом Кельце — важным узлом коммуникаций и опорным пунктом обороны немцев. 15 января 1945 года. № 220.
8. За овладение городом и железнодорожной станцией Пиотркув (Петроков) — важным узлом коммуникаций и опорным пунктом обороны немцев на лодзинском направлении. 18 января 1945 года. № 227.
9. За овладение штурмом древней столицей и одним из важнейших культурно-политических центров союзной нам Польши городом Краков — мощным узлом обороны немцев, прикрывающим подступы к Домбровскому угольному району. 19 января 1945 года. № 230.
10. За овладение крупным центром Силезского промышленного района Германии городом Глейвиц, превращенного немцами в мощный узел обороны. 25 января 1945 года. № 253.
11. За овладение центром Домбровского угольного района городом Катовице, городами Семяновиц, Крулевска Гута (Кенигсхютте), Миколув (Николаи). Захват в немецкой Силезии крупного промышленного центра города Беутен и завершение тем самым полного очищения от противника Домбровского угольного района и южной части промышленного района немецкой Верхней Силезии. 28 января 1945 года. № 261.
12. За овладение городами Лигниц, Штейнау, Любен, Гайнау, Ноймаркт и Кант — важными узлами коммуникаций и мощными опорными пунктами обороны немцев на западном берегу Одера. 11 февраля 1945 года. № 273.

Других стран
 Китай:
- медаль «Китайско-советская дружба» (31.03.1956)

 ПНР: 
- орден «Крест Грюнвальда» II степени (24.06.1946)
- медаль «За Одру, Нису и Балтику»
- медаль «Победы и Свободы»

 Чехословакия:  
- крест ордена Белого льва «За Победу»
- военная памятная медаль